# Una i tres cadires
Una i tres cadires (títol original One and Three Chairs), creada l'any 1965, és una obra de l'artista estatunidenc Joseph Kosuth. Exemple d'art conceptual, la peça consisteix en una cadira, una fotografia de la cadira i una definició del diccionari engrandida de la paraula "cadira". La fotografia representa la cadira tal com està realment instal·lada a la sala i, per tant, l'obra canvia cada vegada que s'instal·la en un nou espai.
L'obra té dos elements constants: la còpia d'una definició de diccionari de la paraula "cadira" i un esquema amb instruccions per a la instal·lació. Ambdós porten la signatura de Kosuth i originalment la còpia de la definició era un photostat, és a dir, un tipus de fotocòpia. La definició és la següent:
| « | chair (char), n. [OF. Chaiere (F. chaire), L. cathedra: see cathedra.] A seat with a back, and often arms, usually for one person; a seat of office or authority, or the office itself; the person occupying the seat or office, esp. the chair-man of a meeting; a sedan-chair; a chaise; a metal block or cluth to support and secure a rail in a railroad. | » |

Seguint les instruccions, l'instal·lador ha d'escollir una cadira, col·locar-la davant d'una paret i fer-li una fotografia. Aquesta fotografia és la que més tard s'ampliarà a la mida de la cadira real i es col·locarà en la paret a l'esquerra de la cadira. Finalment, un cop s'instal·la a la dreta de la cadria la còpia de la definició de diccionari, la seva vora superior s'ha d'alinear amb la de la fotografia.
Hi ha tantes versions d'Una i tres cadires com vegades s'ha exposat. Entre d'altres, en conserven el Museu d'Art Modern de Nova York (MOMA) (1970), Centre Pompidou de París (1974) i el Museu Reina Sofía de Madrid, així com algunes col·leccions privades.

## Art conceptual primerenc
Les “targetes d'esdeveniments” d'artistes de Fluxus com George Brecht, Dick Higgins i Yoko Ono van prefigurar la preocupació de Kosuth per la diferència entre un concepte i el seu mode de presentació. Aquests artistes també van abordar el problema de presentar "conceptes" a un públic d'art. Una i tres cadires és, potser, un pas cap a la resolució d'aquest problema. En comptes de confrontar l'espectador amb les instruccions escrites per a l'obra o fer un esdeveniment en directe de la realització del concepte (a la manera dels artistes de Fluxus), Kosuth unifica concepte i execució. Una i tres cadires demostra com una obra d'art pot encarnar una idea que es manté constant malgrat els canvis en els seus elements.
Kosuth destaca la diferència entre concepte i presentació en els seus escrits (per exemple, Art after Philosophy, 1969). Intenta vincular íntimament la naturalesa conceptual de la seva obra amb la naturalesa de l'art en si mateix, elevant així les seves instruccions per a la presentació d'una obra d'art fins al nivell d'un discurs sobre art. El 1963 Henry Flynt va articular aquests problemes a l'article Concept Art. Flynt va ser un precursor de la tematització de Kosuth de l'art conceptual a Art after Philosophy, el text que va fer famós Una i tres cadires.
És per això que Una i tres cadires s'ha considerat com una de les primeres obres conceptuals de l'artista, en la qual va seguir un criteri que ell mateix qualificava d'"antiformalista" segons el qual l'obra s'aproxima a una mateixa reflexió des de tres punts de vista: el mateix objecte (la cadira), la seva representació o índex (la fotografia d'aquesta mateixa cadira) i dos elements lingüístics (la paraula que designa l'objecte i la seva definició). D'aquesta manera, Kosuth posava l'atenció sobre un triple codi d'aproximació a la realitat que comprenia un codi objectual, un de visual i un de verbal (referent, representació i llenguatge).
Altrament, l'autor criticava les formes en què històricament les institucions artístiques havien acceptat i promogut únicament determinats tipus d'obres d'art. Aquesta crítica tenia el seu origen en les pràctiques radicals del Dada de Marcel Duchamp i d'altres artistes de principis del segle XX que van empènyer l'acceptació de noves formes d'art. Els artistes a partir dels anys seixanta estaven cada cop més interessats a aprofitar aquest llegat, desafiant les formes en què museus, acadèmies i altres institucions artístiques s'adherien a les nocions tradicionals del segle xix del que era i havia de ser.

## Interpretació
L'obra Una i tres cadires destaca per la seva capacitat de ressaltar la relació entre llenguatge, imatge i referent. Problematitza les relacions entre objectes, referències visuals i verbals (denotacions) més els camps semàntics del terme escollit per a la referència verbal. El terme del diccionari inclou connotacions i possibles denotacions rellevants en el context de la presentació d'una i de tres cadires. Els significats dels tres elements són congruents en certs camps semàntics i incongruents en altres: una congruència semàntica ("Una") i una incongruència triple ("Una i tres"). Irònicament, Una i tres cadires es pot considerar un model senzill però més aviat complex de la ciència dels signes. Un espectador pot preguntar-se "què hi ha de real aquí?" i respondre que "la definició és real". Sense una definició mai no se sabria què és una cadira real.
Hi ha diferents interpretacions d'aquests aspectes semàntics i ontològics. Alguns es refereixen a La República de Plató (llibre X), d'altres al Tractatus de Ludwig Wittgenstein o a la concepció triàdica del signe de Charles Sanders Peirce. Dreher discuteix els problemes semàntics d'Una i tres cadires com a inclusions de cercles que representen camps semàntics.
D'altra banda, l'obra tendeix a desafiar l'anàlisi formal perquè una cadira es pot substituir per una altra i això fa que la descripció sigui difícil de vincular amb la cadira escollida i la seva fotografia. No obstant això, la cadira seleccionada i la fotografia que l'acompanya es presten a l'anàlisi formal. Hi ha moltes cadires al món; per tant, només es poden descriure aquelles que s'hagin utilitzat i les cadires no utilitzades no serien analitzades. La definició de diccionari ampliada de la paraula cadira també està oberta a l'anàlisi formal, com també ho està el diagrama que conté les instruccions demuntatge de l'obra.
Finalment, Una i tres cadires interpel·la directament l'espectador i l'obliga a plantejar-se preguntes del tipus: aquesta cadira és simplement una cadira? O, com es preguntava Marcel Duchamp a la seva Roda de bicicleta de 1913, la inclusió d'un objecte en una obra d'art d'alguna manera la canvia? Si la fotografia i les paraules descriuen una cadira, en què es diferencia el seu funcionament del de la cadira real? Kosuth, doncs, recull la importància del paper de l'espectador en les obres d'art conceptuals. En aquest sentit, l'art conceptual només pot existir en conjunt amb la seva audiència i es crea de nou cada vegada que es visualitza. Aquest èmfasi en la participació de l'espectador també va ser important per als moviments relacionats de l'performance i l'art participatiu, que també va guanyar impuls a partir dels anys seixanta.

## El concepte i la teoria d'art
La tematització de congruïtats semàntiques i incongruències de Kosuth es pot veure com el reflex dels problemes que plantegen les relacions entre concepte i presentació. Kosuth utilitza les preguntes relacionades, "com es constitueixen els significats dels signes" i "com els signes es refereixen a fenòmens extralingües" com a fonament per debatre la relació entre concepte i presentació. Kosuth intenta identificar o equiparar aquests problemes filosòfics amb la teoria de l'art. Canvia la pràctica artística des d'originals artesanals a notacions amb realitzacions substituïbles i intenta exemplificar la rellevància d'aquest canvi per a la teoria de l'art.
Així, Kosuth recollia l'herència de les noves teories del llenguatge i el significa que de principis del segle xx, particularment la semiòtica, l'estudi del significat dels signes (paraules o símbols utilitzats per a la informació comunicada). La semiótica va sorgir a partir de la ciència de la lingüística, que analitza el significat de les estructures del llenguatge. No obstant això, el camp de la semiòtica tenia un conjunt d'objectius més ampli: pretenia explorar com les formes de comunicació tant lingüístiques com basades en imatges configuren estructures socials i culturals més grans.
A Art after Philosophy, Kosuth va provocar un enfrontament amb la crítica formal de Clement Greenberg i Michael Fried. Tots dos van exposar el concepte de l'obra d'art com una instància no substituïble elaborada per un artista que no segueix altres criteris que els visuals. Van definir aquest concepte com el nucli del modernisme. Als anys seixanta, la doctrina modernista de Greenberg i Fried va dominar les discussions americanes sobre art. Mentrestant, els artistes Allan Kaprow, Dick Higgins, Henry Flynt, Mel Bochner, Robert Smithson i Joseph Kosuth van escriure articles sobre art que exemplificaven una tendència pluralista anti-i post-modernista que va obtenir més influència a finals dels anys seixanta. El 1968 Greenberg va intentar desqualificar les noves tendències com a art "novedós": "Els diferents mitjans exploten... quan tothom és un revolucionari la revolució s'ha acabat". Sam Hunter va oferir una visió més positiva el 1972: "La situació de possibilitats obertes que van enfrontar els artistes en els primers anys dels anys setanta va permetre conviure diversos mitjans i molts sistemes d'idees fèrtils, conciliant a través de la imaginació poètica aparents contradiccions."

## Citació
Joseph Kosuth, WBAI, 7 d'abril de 1970:
| «               | He utilitzat objectes comuns i funcionals, com ara una cadira, i a l'esquerra de l'objecte hi hauria una fotografia a escala completa i a la dreta de l'objecte hi hauria un fotòstat d'una definició de l'objecte del diccionari. Tot el que veies quan miraves l'objecte havia de ser el mateix que veies a la fotografia, de manera que cada cop que s'exposava l'obra la nova instal·lació necessitava una nova fotografia. M'agradava que l'obra en si fos una altra cosa que no pas simplement el que veies. En canviar la ubicació, l'objecte, la fotografia i deixar-la quedar, la mateixa obra va ser molt interessant. Volia dir que podríeu tenir una obra d'art que era la idea d'una obra d'art i els seus components formals no eren importants. | » |
| — Joseph Kosuth | |   |